# Турн (міфологія)

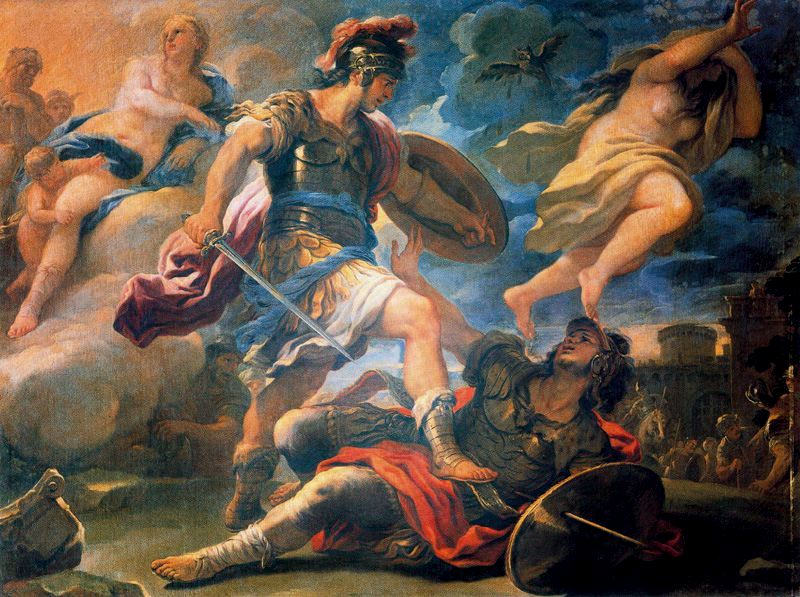
Еней перемагає Турна. Картина Луки Джордано XVII ст.

Турн (лат. Turnus) — головний герой рутулів, згідно Енеїді Вергілія син Давна й німфи Венілії, брат Ютурни. Був суперником Енея, останній вбив Турна.
Сам же Турн вбив Актора і дуже пишався списом вбитого. Відома приказка стародавніх римлян «здобути обладунок Актора» означала похвальбу та приписування собі чужих подвигів.